# Milk and Honey (John Lennon e Yōko Ono)
Milk and Honey è un album in studio di John Lennon e Yōko Ono, pubblicato nel 1984.
Venne pubblicato tre anni dopo la morte di Lennon utilizzando incisioni incomplete di canzoni scritte durante la lavorazione del precedente album Double Fantasy.

## Descrizione

### Origine
Milk and Honey è il progettato seguito di Double Fantasy e mantiene la stessa struttura del precedente disco con canzoni di Lennon alternate a quelle di Yoko Ono, in una sorta di dialogo tra i due coniugi. Sebbene la morte violenta di Lennon avesse causato un temporaneo accantonamento del progetto, la Ono volle far uscire ugualmente il disco. Ci vollero tre anni per permettere a Yoko di riprendere in mano il materiale e terminare il lavoro. Le composizioni della Ono sono in larga misura nuove registrazioni, preparate durante la lavorazione dell'album nel 1983. I brani di Lennon sono prevalentemente versioni provvisorie e non rifinite.
Il titolo dell'album fu scelto da Yoko Ono, che spiegò che si riferiva al loro viaggio negli Stati Uniti, "la terra del latte e del miele". «Ma anche nelle Scritture, la terra del latte e del miele è il luogo in cui si va dopo la morte, come una terra promessa», continuò Yoko Ono. «Quindi è molto strano che mi sia venuto in mente quel titolo. Quasi spaventoso, come se qualcuno lassù mi avesse detto di chiamare il prossimo album Milk and Honey».

### I brani
Nobody Told Me, una canzone che Lennon era intenzionato a dare a Ringo Starr per il suo album Stop and Smell the Roses, venne fatta uscire come singolo e divenne un successo da Top 10. Gli altri due singoli estratti dall'album furono I'm Stepping Out e Borrowed Time, entrambi brani di Lennon con una marcata influenza reggae.
Le canzoni Let Me Count the Ways e Grow Old with Me furono scritte da John e Yoko l'uno per l'altra traendo ispirazione dai poemi di Elizabeth Barrett Browning e Robert Browning.

### Pubblicazione e ristampe successive
A causa di contrasti tra Yoko Ono e David Geffen, presidente della Geffen Records che aveva pubblicato Double Fantasy, la Ono si accordò con la Polydor Records, che quindi si occupò di far uscire Milk and Honey. La EMI, storica casa discografica di Lennon e dei Beatles, acquistò in seguito l'album insieme a tutti gli altri pubblicati da John Lennon.
Il produttore discografico Jack Douglas, che aveva co-prodotto Double Fantasy insieme a Lennon e Yoko Ono, inizialmente venne coinvolto nel progetto Milk and Honey, ma dopo il deterioramento dei rapporti con la Ono, abbandonò le sedute di registrazione e non venne accreditato sul disco.
Nel 2001, Yoko Ono ha supervisionato la rimasterizzazione di Milk and Honey per la ristampa in CD, aggiungendo tre bonus tracks, incluso un estratto di 22 minuti preso dall'ultima intervista concessa da John Lennon poche ore prima di essere assassinato.

### Copertina
La copertina del disco è una foto presa dalla stessa seduta fotografica che produsse la foto di copertina di Double Fantasy, questa volta a colori.

## Classifiche, critica e accoglienza
| Recensione                    | Giudizio |
| ----------------------------- | -------- |
| AllMusic                      | [ 6 ]    |
| Robert Christgau              | A        |
| Mojo                          | [ 8 ]    |
| MusicHound                    | 2.5/5    |
| Paste                         | [ 10 ]   |
| The Rolling Stone Album Guide | [ 11 ]   |
| Rolling Stone                 | [ 12 ]   |
| Uncut                         | [ 13 ]   |

Milk and Honey venne accolto meno bene rispetto a Double Fantasy, ma ricevette comunque buone recensioni e raggiunse le posizioni numero 3 in Inghilterra e numero 11 negli Stati Uniti, dove divenne disco d'oro.

## Tracce
Lato A
1. I'm Stepping Out (John Lennon) – 4:06
2. Sleepless Night (Yoko Ono) – 2:34
3. I Don't Wanna Face It (John Lennon) – 3:22
4. Don't Be Scared (Yoko Ono) – 2:45
5. Nobody Told Me (John Lennon) – 3:34
6. O' Sanity (Yoko Ono) – 1:04

Lato B
1. Borrowed Time (John Lennon) – 4:29
2. Your Hands (Yoko Ono) – 3:04
3. (Forgive Me) My Little Flower Princess (John Lennon) – 2:28
4. Let Me Count the Ways (Yoko Ono) – 2:17
5. Grow Old with Me (John Lennon) – 3:07
6. You're the One (Yōko Ono) – 3:56

### Bonus Tracks dell'edizione rimasterizzata del 2001
1. Every Man Has a Woman Who Loves Him (John Lennon) - 3:19
2. I'm Stepping Out (demo) (John Lennon) - 2:57
3. I'm Moving On (demo) (Yoko Ono) - 1:20
4. Intervista con John Lennon e Yōko Ono registrata l'8 dicembre 1980 - 21:55